# Shajmardán Yesénov
Shajmardán Yesénov (Bala Bi, Unión Soviética, 5 de agosto de 1927 - Alma Ata, Kazajistán, 24 de agosto de 1994) fue un científico y estadista soviético de etnia kazaja, ministro de Geología de la RSS de Kazajistán (1961-1967, 1974-1978), miembro de la Academia de Ciencias de la RSS de Kazajistán (1967), presidente de la Academia de Ciencias de la RSS de Kazajistán (1967-1974) y Doctor en Geología y Mineralogía.

## Biografía
Shajmardán Yesénov nació el 5 de agosto de 1927 en la pequeña localidad rural de Bala Bi —en esa época situada en la RSS de Kazajistán en la Unión Soviética, actualmente ubicada en la provincia de Kyzlorda en Kazajistán.— Se graduó en la Escuela de Formación de Profesores de Kyzylorda en 1944. Posteriormente, en 1949 completó su formación como ingeniero geológico de minas en el Instituto Kazajo de Minería y Metalurgia (actual Universidad Nacional Técnica de Kazajistán). Durante sus once años de trabajo en Jezkazgan, pasó de ser geólogo regular a geólogo jefe e ingeniero jefe de la Expedición de Estudio Geológico Integral de Jezkazgan.
Su gran talento impulsó su carrera y en 1960 se convirtió en viceministro de Geología de la RSS de Kazajistán y ministro al año siguiente a la edad de 33 años, convirtiéndose así en el ministro más joven de la URSS.
En 1962, cuando se descubrieron grandes depósitos de petróleo y gas en la península de Mangyshlak, Nikita Jrushchov tuvo la idea de entregar la región a Azerbaiyán o Turkmenistán, citando la importante experiencia de las repúblicas en el desarrollo de yacimientos petrolíferos. Dinmujamed Kunáyev encargó a Yesénov que garantizara que Mangyshlak siguiera siendo parte de Kazajistán. La cuestión se discutió en una sesión conjunta del Presídium del Sóviet Supremo y del Consejo de Ministros de la URSS a puerta cerrada. Yesénov, como ministro de Geología de la RSS de Kazajistán, tomó la palabra después del discurso introductorio de Jruschov y defendió de manera convincente la necesidad de mantener la región de Mangyshlak dentro de Kazajistán, argumentando que la república tenía suficientes capacidades científicas y de fabricación para desarrollarla. Alekséi Kosiguin, primer vicepresidente del Consejo de Ministros de la URSS, junto con la mayoría de los asistentes apoyaron a Yesénov y votaron a favor de mantener el statu quo de Mangyshlak.
En 1965, fue nombrado vicepresidente del Sóviet Supremo de la RSS de Kazajistán, encargado de supervisar las industrias pesadas y el desarrollo de la cartera de recursos para los sectores clave de la URSS. En 1967, de 39 años, fue elegido académico y presidente de la Academia de Ciencias de la RSS de Kazajistán y también fue nombrado director del Instituto de Ciencias Geológicas que lleva el nombre de Satbayev.
Defendió su tesis en Moscú en 1970 y se doctoró en Geología y Mineralogía y recibió su cátedra ese mismo año. Entre 1972 y 1974, ocupó el puesto de presidente del Comité de la RSS de Kazajistán de Premios Estatales de Ciencia y Tecnología y fue miembro de la Sociedad Geográfica de la URSS. A principios de 1974, fue nombrado nuevamente ministro de Geología de la RSS de Kazajistán, cargo que ocupó hasta 1978, cuando se incorporó al Instituto Politécnico de Kazajistán (ahora Universidad Nacional Técnica de Kazajistán), donde dirigió el Departamento de Métodos de Exploración Mineral hasta su muerte.
Murió en agosto de 1994, a los 67 años de edad, tras una larga enfermedad.

## Familia
Su esposa fue Kamila Karabalaevacon quien tuvo tres hijos y una hija. Su nieto Galymzhan Yesénov es un importante empresario kazajo.

## Publicaciones académicas
Algunas de sus publicaciones más destacadas son:
- Geologiya, metodika poiskov i razvedki mestorozhdenij rodusit-asbesta; (Geología y métodos de exploración de depósitos de amianto de rodusita). Alma Ata, 1965 (coautor);[31]
- Geologicheskaya karta KazSSR (Mapa geológico de la RSS de Kazajistán). Leningrado, 1965;
- Geologostrukturnie osobennosti i metodika razvedki Jezkazganskogo rudnogo polya (Características geológicas y estructurales y métodos de exploración del yacimiento de mineral de Jezkazgand). Alma Ata, 1968;[32]
- Nedra Kazakhstana (Recursos del subsuelo de Kazajistán). Alma Ata, 1968, (coautor);[33]
- Problemy geologii Kazakhstana (Problemas de geología de Kazajistán.). Alma Ata, 1968;[34]
- Nauchno-tekhnicheskiy progress v narodnom khozyaystve Kazakhskoy SSR (Progreso científico y tecnológico en la economía de la RSS de Kazajistán). Alma Ata, 1972;[35]
- Nauka i prirodnye resursy Kazakhstana (Ciencia y recursos naturales de Kazajistán). Alma Ata, 1972;[36]
- Neftyanie nauki (Ciencia del petróleo). Guriev, 1989.

## Condecoraciones
- Orden de Lenin, dos veces;[37][18]
- Premio Lenin (1966) por el descubrimiento de depósitos de petróleo en Mangyshlak;[28][38]
- Premio Shoqan Walikhanov de la Academia de Ciencias de la RSS de Kazajistán (1971);[39]
- Premio Estatal de la RSS de Kazajistán (1972);[40][18]
- Héroe del Trabajo Socialista.[41]

## Legado
- En febrero de 1995, la calle Alma-Atinskaya en Jezkazgan pasó a llamarse calle Shajmardán Yesénov.[42]
- En 1995 el Instituto Politécnico de Aktau recibió el nombre de Shajmardán Yesénov.[43]
- En 2023 se creó la Fundación Shajmardán Yesénov.[44]
- El 5 de agosto de 2017 se inauguró un busto en su honor en el asentamiento de Tartogay (provincia de Kyzylorda).[45]
- El 20 de octubre de 2022, en Aktau se colocó la primera piedra de un monumento en su honor, frente al edificio principal de la Universidad Yesénov.[46]